# 塞内加尔河
塞内加尔河（法語：Fleuve Sénégal）位于非洲西部，由巴科伊河和巴芬河在马里的巴富拉贝汇流而成多腦河，向西流淌，构成毛里塔尼亚和塞内加尔的边境，最终在圣路易注入大西洋，全长1790公里。